# Piotr IV Aragoński
Piotr IV Aragoński (hiszp. Pedro IV de Aragon) (ur. 5 września 1319, zm. 6 stycznia 1387) – król Aragonii, Sardynii i Korsyki w latach 1336–1387. Nosił przydomek “Ceremonialny” (hiszp. el Ceremonioso) ze względu na panującą na jego dworze sztywną etykietę.
Najstarszy syn Alfonsa IV i jego pierwszej żony – Teresy de Entanza. Objął rządy, mając zaledwie 16 lat. Brał udział w ostatecznym pokonaniu berberskiej dynastii Marynidów, którzy wspomagali muzułmanów z Grenady. Prowadził politykę ekspansji w rejonie Morza Śródziemnego i przywrócił jedność krajom Korony Aragonii. Zdołał też ukrócić anarchię możnych rodów Walencji i Aragonii i wzmocnić swą władzę. Na jego panowanie przypadła epidemia Czarnej Śmierci, która zdziesiątkowała wówczas ludność Europy. Następstwem epidemii oraz kosztownej polityki prowadzonej przez króla był kryzys finansowy, który pod koniec jego panowania uwidocznił się z niezwykłą siłą. Był jednym z najdłużej panujących monarchów w historii Aragonii – rządził ponad 50 lat. Był również autorem kroniki.

## Polityka zagraniczna

### Stosunki z Kastylią
Na początku swego panowania Piotr poparł króla Kastylii, Alfonsa XI w jego wojnie przeciw Maurom z Grenady. Największym sukcesem tej wojny było zwycięstwo połączonych sił aragońskich i kastylijskich nad rzeką Salado 30 października 1340 roku. Piotr IV wspierał Kastylijczyków aż do śmierci Alfonsa XI (1350). Później jednak zaprzestał polityki wspierania Kastylii wobec odmowy Kastylijczyków na przekazanie Aragonii (w zamian za pomoc przeciw muzułmanom) spornej prowincji – Murcji.
Nowy władca Kastylii, Piotr I Okrutny, nie cieszył się zaufaniem możnych. Gdy skazał na śmierć wieloletnią kochankę swego ojca, Eleonorę de Guzman, jej synowie zbuntowali się przeciwko władcy. Najstarszy z nich, Henryk Trastamara, ogłosił się królem Kastylii (jako naturalny syn Alfonsa XI) i poprosił Piotra o wsparcie (1356). Piotr uznał to za doskonały pretekst do wojny i wsparł pretendenta w zamian za obietnicę przekazania Murcji. Wkrótce konflikt, nazwany Wojną dwóch Piotrów, stał się częścią wojny stuletniej, gdy po stronie Kastylii stanęli Anglicy, a po stronie Aragonii i Henryka Trastamara – Francuzi. Wieloletnie zmagania (1356–1375) wyczerpały obydwa państwa i ze względu na szerzącą się epidemię zostały zakończone traktatem w Almazán bez nabytków dla Aragonii, choć Henrykowi Trastamara udało się zasiąść na tronie Kastylii.

### Włączenie Królestwa Majorki
Piotr rozpoczął proces ponownego jednoczenia ziem Korony Aragońskiej, rozbitej pomiędzy członków rodziny królewskiej. Panem Balearów i Roussillon był wówczas kuzyn Piotra, król Majorki, Jakub III. Objął on rządy po swoim stryju, Sancho I, wbrew umowie tego ostatniego z dziadkiem Piotra, królem Aragonii Jakubem II Sprawiedliwym. Według tej umowy, w przypadku braku prawego dziedzica królestwo miało wrócić do Aragonii. Jednak ani sam Jakub Sprawiedliwy, ani ojciec Piotra nie zdecydowali się zrealizować swego prawa. Piotr IV był jednak zdeterminowany zająć Baleary, które były ówcześnie ważnym ośrodkiem handlu na Morzu Śródziemnym. Z poparciem papieża oskarżył Jakuba III o felonię i w roku 1342 zorganizował proces. Jakub, który nie był na procesie obecny, został uznany za winnego złamania przysięgi lennej i pozbawiony wszelkich posiadłości. Wykonując wyrok, król Aragonii dokonał inwazji na wyspy i w bitwie pod Santa Ponca, pokonał Jakuba. Rok później wszystkie ziemie Jakuba III zostały włączone do Aragonii. Próby ich odbicia przy pomocy francuskiej i angielskiej się nie powiodły, a sam Jakub III zginął w 1349 roku podczas wyprawy odwetowej na Majorkę. Odtąd Baleary zostały na stałe złączone z Aragonią.

### Walka o tron Sycylii
Przedstawiciele dynastii aragońskiej panowali także od roku 1282 na Sycylii. Piotr IV ożenił się z córką swego kuzyna, króla Sycylii, Piotra II, Eleonorą. Wydał także swą córkę z pierwszego małżeństwa, Konstancję, za młodszego brata Eleonory, Fryderyka III Prostego. Gdy Fryderyk zmarł w 1377, jego jedyna córka Maria objęła tron pod opieką regenta Artalego Alagony. Było to wbrew prawu sukcesji, ograniczonej do linii męskiej, jednak również bracia Fryderyka nie mieli prawowitych męskich potomków. Natomiast Piotr był wdowcem po najstarszej siostrze Fryderyka, co uzasadniało jego starania o tron i połączenie obu monarchii rządzonych przez jedną dynastię. Wysłał on oddziały na Sycylię, po czym swojego młodszego syna Marcina ustanowił jej wicekrólem, mimo długotrwałego zbrojnego oporu części możnych. Maria została uprowadzona przy współudziale niektórych możnych, popierających połączenie z Aragonią, by zapobiec planowanemu ślubowi z księciem Mediolanu, Gianem Galeazzo Viscontim – Piotr chciał aby wyszła za jego najstarszego syna, Jana. Przewieziona ok. 1384 roku do Aragonii, Maria poślubiła wnuka Piotra, syna Marcina Ludzkiego, Marcina Młodszego, już po śmierci Piotra, w 1391.

### Książę Aten i Neupatrii
Pod koniec życia jego autorytet i pozycja najsilniejszego władcy na zachodzie Morza Śródziemnego zostały ugruntowane po wyprawie do Grecji, po której został ogłoszony w roku 1381 przez katalońskie kompanie łacinników Księciem Aten i Neupatrii.

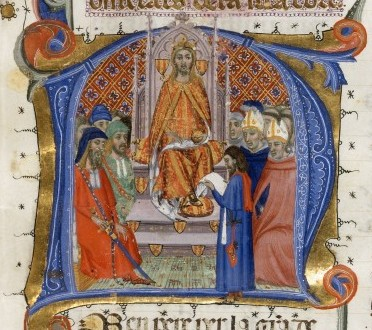
Piotr IV na czele Rady.
Iluminacja z XIV wieku. Autor anonimowy.

## Polityka wewnętrzna: wzmocnienie władzy monarszej
Objąwszy tron Piotr IV musiał liczyć się z silną pozycją możnych, którzy mieli zagwarantowany wpływ na rządy dzięki specjalnym przywilejom – Privilegio de la Unión. Pierwsze starcia między władcą a szlachtą miały miejsce gdy po narodzinach córki Konstancji, król wyznaczył ją na następczynię tronu, odsuwając swych przyrodnich braci, którym nie ufał. Szlachta natomiast wolała na tronie widzieć królewskiego brata, Jakuba, hrabiego Urgell. Konfrontacja zakończyła się początkowo potwierdzeniem przez króla Unión na kortezach w Saragossie w roku 1347. Wkrótce potem jednak król wystąpił gwałtownie przeciw przywilejom arystokracji. Najpierw pokonany i uwięziony przez możnych w Walencji, zdołał się wydostać i dzięki poparciu oraz pieniądzom otrzymanym od kupców barcelońskich, zebrał nową armię i pokonał opozycjonistów aragońskich w krwawej bitwie pod Épila 21 lipca 1348 roku. Następnie złamał opór Unión walenckiej w bitwie pod Mistalą. Po tych zwycięstwach król odwołał Privilegio de la Unión, a na opornych spadły surowe represje, skazywano ich m.in. na picie roztopionego metalu przygotowywanego z dzwonów, które służyły do zwoływania zebrań związków (Unión). Król przywrócił swoje prerogatywy, jednak jednocześnie wzmocnił rolę sędziów królestwa, ustanawiając silne, ale nie despotyczne rządy.

## Rodzina
W 1338 Piotr poślubił Marię z Nawarry (1329–1347), córkę królowej Joanny II Małej. Maria urodziła mu czwórkę dzieci:
- Konstancja Aragońska (1343–1363), od 1361 żona Fryderyka III Prostego, króla Sycylii,
- Joanna, hrabina Empuries (1344–1385), od 1372 żona Jana, hrabiego Empuries,
- Maria (1345–1348),
- Piotr (ur. i zm. 1347)

W 1347 Piotr poślubił Eleonorę Portugalską (1328–1348), córkę króla Alfonsa IV. Eleonora zmarła rok po ślubie w czasie epidemii dżumy.
Trzecią żoną Piotra została Eleonora Sycylijska (1325–1375), córka króla Piotra II. Para miała trójkę dzieci:
- Jan I Myśliwy (1350–1396), król Aragonii
- Marcin I Ludzki (1356–1410), król Aragonii i Sycylii
- Eleonora Aragońska (1358–1382), żona Jana I Kastylijskiego i matka Ferdynanda I Aragońskiego,

W 1377 Piotr ożenił się po raz czwarty z Sybillą z Fortià, która urodziła mu jedną córkę:
- Elżbieta (1376–1424), żona jej kuzyna Jakuba (Jaume), hrabiego Urgell (tym samym babka królowej Izabeli Portugalskiej).